# Roland de Gilead
Pour les articles homonymes, voir Roland (homonymie).
Roland Deschain, plus généralement appelé « Roland de Gilead », est un personnage fictif, principal protagoniste et anti-héros de la série de romans La Tour sombre de Stephen King. Roland est un pistolero, sorte de cow-boy d'élite garant de l'ordre et de la justice, le dernier de sa lignée dans un monde autrefois très développé et qui sombre désormais dans le chaos le plus complet. Il est en quête de la Tour sombre, édifice mythique qui serait la clé de voûte de l'existence de l'univers et où les événements qui conduisent son monde à sa perte pourraient être inversés.
Ses aventures se déroulent principalement dans un monde imaginaire de type post-apocalyptique, à mi-chemin entre le Moyen Âge et le Far West mais conservant quelques vestiges de technologie, avec des incursions dans notre monde réel d'où proviennent certains de ses compagnons de quête. Les principales influences de King concernant la création de ce personnage sont le poème de Robert Browning Childe Roland to the Dark Tower Came et le personnage taciturne joué par Clint Eastwood dans les westerns de Sergio Leone.

## Biographie fictive

### Enfance et adolescence
Les principales informations concernant la jeunesse de Roland proviennent de flashbacks du Pistolero et d'une grande partie de Magie et Cristal, respectivement les tomes un et quatre de la saga de La Tour sombre. 
Roland de Gilead est, comme son surnom l'indique, né dans la baronnie de Gilead, un des derniers remparts de la civilisation de l'Entre-Deux-Mondes à cette époque. Fils de Steven Deschain, le leader des pistoleros et « Dinh » (régent) de Gilead, il porte sur ses épaules une double responsabilité : celle de survivre aux leçons puis au rite de passage face à son professeur Cort et celle de pouvoir succéder un jour à son père à la tête des pistoleros. L'enfance de Roland est donc beaucoup plus dure que son rang ne pourrait laisser le supposer. L'éducation physique imposée par Cort est d'une réelle cruauté  pour des enfants de cet âge, et ce n'est pas pour rien que beaucoup d'apprentis pistoleros se retrouvent bannis de Gilead pour avoir échoué à leur rite de passage, qui est un combat singulier contre Cort.
Pour surmonter nombre d'épreuves, Roland a pu compter sur le soutien ou au moins la complicité de quelques amis, apprentis pistoleros comme lui : Alain Johns, Cuthbert Allgood, Jamie de Curry et Thomas Whitman. En ces temps de guerre civile menée contre la rébellion de John Farson, les espions sont légion à la cour de Gilead et Roland s'illustre tout d'abord en démasquant le cuisinier du château. Il est par ailleurs sous la menace constante du magicien de son père, Marten Largecape, qui, ayant séduit sa mère, manigance presque ouvertement contre le père de Roland et la baronnie. Manipulé par Marten afin qu'il passe le rite de passage alors qu'il n'a que quatorze ans, Roland surmonte l'épreuve contre toute attente en partie grâce au choix de son arme : David, son faucon. Mais, au lieu de pouvoir mener son combat personnel pour venger l'honneur de son père, Roland est envoyé par celui-ci en mission avec Cuthbert et Alain dans la baronnie de Mejis, au sud de Gilead.
Sous couvert de venir compter et répertorier les ressources disponibles au nom de « l'Affiliation », Roland et ses amis doivent surveiller les activités des partisans de John Farson et faire face à ses hommes, surnommés les « Grands Chasseurs du Cercueil ». Pendant cette mission, Roland tombe amoureux de Susan Delgado, la fille d'un propriétaire de chevaux déjà promise au maire local. Bien que Susan l'aide pendant sa mission et qu'il ait prévu de l'emmener avec lui après la défaite des hommes de Farson, il ne peut la sauver de la folie de la population, qui la brûle vive, en partie parce qu'il fait passer sa mission avant tout (cet épisode le hantera toute sa vie). C'est également pendant son séjour à Mejis que débute l'obsession de Roland concernant la Tour sombre.
Même s'il a mené sa mission à bien, Roland revient profondément changé : traumatisé par la mort de Susan, manipulé par l'artefact magique qu'il a rapporté (la boule rose de « l'arc-en-ciel de Merlin »), et plus que jamais avide de vengeance vis-à-vis de Marten, il tue accidentellement sa mère alors que celle-ci s'apprêtait à assassiner son mari. Steven Deschain est finalement tué quelque temps plus tard par les partisans de Farson, et Roland hérite de ses armes et devient le chef des pistoleros, menant la lutte jusqu'à leur défaite finale à la bataille de Jericho Hill (bataille pendant laquelle Roland et Cuthbert abattent par erreur Alain et où Cuthbert trouve ensuite la mort). Désormais sans but, sans soutien et conscient que son monde est en train de sombrer, Roland se lance seul à la poursuite de « l'Homme en Noir », un sorcier en qui il voit la première étape de sa quête de la Tour sombre.  

### La quête de la Tour sombre
Pendant vingt ans, Roland suit sans relâche la trace de l'Homme en Noir, mais cette partie de sa quête n'est pas contée (si ce n'est un bref épisode dans la nouvelle Les Petites Sœurs d'Éluria). À la fin du premier livre de la saga, Le Pistolero, Roland finit par rattraper l'Homme en Noir, mais seulement après avoir du sacrifier Jake, un jeune garçon qu'il avait rencontré un peu auparavant. Sa palabre avec le magicien lui révèle qu'il n'est autre que Walter O'Dim, connu à Gilead sous l'identité de Marten. Marten ou Walter fait entrevoir plus clairement sa mission à Roland avant de le plonger dans un profond sommeil.
Dans le deuxième volume, Les Trois Cartes, Roland se fait couper, dès son réveil, deux doigts de la main droite par des homards géants, puis ramène de notre Terre, au moyen de portes communiquant entre son monde et New York à des époques bien spécifiques, deux compagnons de voyage qui doivent l'aider dans sa quête, Eddie Dean et Susannah Holmes. À New York, il sauve également la vie de Jake Chambers, ce qui conduit à un paradoxe qui manque lui faire perdre la raison dans Terres perdues, troisième volume de la saga, et qui cesse enfin quand Roland et ses compagnons trouvent le moyen de faire passer Jake dans l'Entre-Deux-Mondes. Roland les forme alors tous les trois à devenir des pistoleros, s'attachant particulièrement à Jake, qu'il considère désormais comme son propre fils.
Suivant le sentier du rayon qui conduit à la Tour sombre, tous les quatre (ainsi qu'Ote, l'animal de compagnie de Jake) arrivent, au début du cinquième tome, dans un village nommé Calla Bryn Sturgis, dont les habitants leur demandent leur aide pour vaincre des créatures qui leur prennent la moitié de leurs enfants une fois par génération. Le père Callahan leur offre en échange des informations vitales pour leur quête et les pistoleros remplissent leur mission. Après plusieurs péripéties, le groupe de Roland poursuit sa quête dans le dernier volume de la saga mais Roland, au fil des épreuves qu'ils doivent traverser perd peu à peu tous ses compagnons. Le cœur brisé, Roland continue néanmoins inexorablement et finit par pénétrer dans la Tour sombre après avoir vaincu le Roi Cramoisi. 
Roland monte jusqu'au sommet de la Tour, passant devant diverses salles où il voit des signes de son passé. Il parvient finalement devant une porte où est marqué son nom et, en la franchissant, réalise brièvement qu'il a déjà fait cela nombre de fois. En effet, répéter sans fin son existence, sans jamais s'en souvenir, à partir du moment où il poursuit l'Homme en Noir est sa punition pour sa quête obsessionnelle de la Tour et tous les pêchés qu'il a commis en ce nom. Mais, cette fois-ci et parce qu'il devient à chaque fois plus humain et prend de plus en plus conscience des valeurs de l'amour et de l'amitié, Roland a en sa possession le Cor d'Eld, laissant, peut-être, présager que la quête qu'il s'apprête une fois de plus à recommencer sera la dernière. Et il part sur la trace de l'Homme en Noir.

## Concept du personnage
Le nom du personnage vient du poème de Robert Browning, Childe Roland to the Dark Tower Came, ce qui permet de donner un aperçu de la complexité et des buts du personnage. En effet, la nature opaque du poème de Browning peut donner lieu à diverses interprétations et sa quête de la Tour sombre est aussi une quête intérieure de sa propre identité. Roland est décrit au début de la saga comme un homme dans la quarantaine (dans la cinquantaine à la fin du cycle), de grande taille, aux traits burinés par le soleil, aux cheveux noirs et aux yeux bleus perçants (Jake les comparant à ceux de Clint Eastwood dans les westerns de Sergio Leone).

## Caractérisation
Roland est un personnage ambivalent, capable à la fois d'accomplir les actes les plus héroïques et de sacrifier ses amis s'il doit choisir entre eux et sa quête. Il est présenté comme un homme taciturne, ayant peu d'humour, et peu enclin à se livrer sur le plan émotionnel. Il a peu de patience envers toute trace de faiblesse et avoue n'être doté que de peu d'imagination. Il fait en revanche preuve d'un grand sens pratique, est très observateur, et son instinct sans faille et sa résolution inébranlable ainsi que la loyauté et le sens du devoir dont il fait preuve le rendent très charismatique. C'est un tireur extraordinairement rapide et précis, ainsi qu'ambidextre, et il est aussi expert dans l'art de la survie en milieu naturel ; c'est aussi un leader naturel, un diplomate accompli et un très bon enseignant. Au fur et à mesure que la saga avance, il s'attache de plus en plus à ses compagnons et redécouvre grâce à eux l'importance de l'amour et de l'amitié, ce qui lui permet de se repentir de ses actions passées. Roland est un antihéros dans le sens où il peut être à la fois révéré et méprisé par les lecteurs ; c'est un homme dont la quête chevaleresque est contrebalancée par son manque d'humanité, spécialement au début de la saga, et qui, malgré ses qualités et ses extraordinaires capacités, est loin d'être parfait, étant hanté par ses propres démons et ayant une vision très subjective du monde, ce qui permet au lecteur de pouvoir s'identifier à lui.
Pour Michael Collings, Stephen King examine à travers Roland « nos obsessions et nos frustrations, nos espoirs et nos rêves, nos succès et nos échecs » d'après le point de vue d'un « personnage épique hors du temps et de l'espace » qui change le quotidien en étranger et offre aux lecteurs « une fenêtre ouverte sur ce que nous sommes ».

## Adaptation du personnage à l'écran
Il a été annoncé en 2010 qu'une trilogie cinématographique, ainsi qu'une série télévisée, basée sur La Tour sombre était en cours de préparation. Javier Bardem était l'acteur dont les producteurs avaient fait leur priorité pour incarner le personnage de Roland, même si les noms de Christian Bale et Viggo Mortensen avaient également été évoqués. D'après les premières informations, Bardem était intéressé par le rôle mais le retard pris par le projet l'a éloigné du rôle, pour lequel ont été ensuite successivement pressentis Russell Crowe et Liam Neeson. Début 2016, au moment de la concrétisation du projet, Idris Elba est engagé pour interpréter le rôle. Le choix d'Idris Elba provoque une certaine controverse en raison de son physique très éloigné de celui de Roland tel que celui-ci est décrit dans les romans.